# Pat Nevin
Patrick Kevin Francis Michael Nevin (Glasgow, 6 settembre 1963) è un ex calciatore scozzese, di ruolo centrocampista.

## Caratteristiche tecniche
Era un'ala.

## Carriera

### Club
Ha giocato nella prima divisione inglese.

### Nazionale
Ha partecipato ai Mondiali Under-20 del 1983 ed agli Europei del 1992.

## Palmarès

### Club

#### Competizioni nazionali
- Second Division: 1

Chelsea: 1983-1984
- Full Members Cup: 1

Chelsea: 1985-1986